# Молекулярність реакції
Молекулярність реакції — число частинок реагентів, що взаємодіють один з одним в одній елементарній (простій) реакції та перетворюються в продукти. Так, для реакції в розчинах молекулярність реакції не враховує число молекул розчинника, що утворюють сольватну оболонку або комплекси з реагентами, оскільки ці молекули не входять до складу продуктів реакції. У реакціях заміщення та елімінування органічних сполук, що протікають часто в кілька стадій, молекулярність реакції оцінюється як число молекул, що перенесли хімічні перетворення на лімітуючій стадії. Відповідно до числа реагуючих частинок розрізняють мономолекулярні, бімолекулярні та тримолекулярні реакції, що відрізняються кінетичними закономірностями і механізмом.
Так в реакції n1А + n2B → n3C молекулярність реакції визначається за формулою:
{\displaystyle V=n_{1}+n_{2}}
Як правило, молекулярність простої реакції збігається з порядком реакції, однак бувають і розбіжності. Наприклад, рекомбінації атомів у газовій фазі протікають через потрійні зіткнення типу Cl* + Cl* + М → Cl2 + М, де М — третя частинка. Сумарний порядок таких реакцій — третій (швидкість u = k[М][Cl]2, де k-константа швидкості), але молекулярність дорівнює 2, оскільки в хімічній взаємодії беруть участь два атоми хлору, а частинка М лише приймає на себе енергію, яка виділилася при рекомбінації атомів, не зазнаючи при цьому хімічного перетворення.